# Žanr kriminalistike
Pridjevom kriminalistički označujemo žanr (podvrstu) raznih vidova stvaralaštva, u prvom redu filma, književnosti i stripa.
Karakterizira ga tematiziranje kriminalnog miljea, odnosa kriminalaca i policije, u raznim varijacijama. Edgar Allan Poe smatra se ocem kriminalističkog romana kojeg je "rodio" djelom Umorstva u Ulici Morgue.
- Detektivi

Jedna od podvrsta žanra je tzv. detektivski roman/film/strip, u kojem je protagonist iznimno inteligentni i sposobni detektiv, koji riješava naizgled neriješiv zločin.
Najpoznatiji likovi detektivskog žanra su književni i filmski junaci Sherlock Holmes
A.C. Doylea, Hercule Poirot Agathe Christie, te Inspektor Maigret Georgesa Simenona.
Najpoznatiji stripovski detektivi su Rip Kirby i Dick Tracy. Vrlo je cijenjena francuska škola detektivskog filma 60-tih i 70-tih 20. stoljeća
- Gangsteri

Ovaj u najvećoj mjeri filmski podžanr tematizira zbivanja u svijetu organizranog 
kriminala, odnosno njenog najslavnijeg ogranka Mafije, odnosno Sicilijanske Cose Nostre. Epohalno djelo o gangsterima je trilogija redatelja F.F. Coppole pod nazivom Kum.
- Akcijski junaci

Vrlo popularna i atraktivna podvrsta kriminalistčkog žanra je akcijska. Ona tematizira iznimno fizički i psihički sposobnog pojedinca, uglavnom policijskog inspektora, koji ulazi u direktne fizičke okršaje s kriminalcima. Arhetip takvog heroja je Prljavi Harry, kojeg je utjelovio Clint Eastwood.
- Buddy-Buddy

Svojevremeno vrlo popularna podvrsta, okosnica koje je interakcija dva potpuno različita karaktera koji zajednički rješavaju određen zadatak. Temelji se na komediji karaktera, te je obično vedrijih tonova od ostalih podvrsta. Vidi: Smrtonosno oružje, Mel Gibson & Danny Glover.

## Detektivski debiji
| Detektiv                           | Autor                    | Prvijenac                   |
| ---------------------------------- | ------------------------ | --------------------------- |
| Brat Cadfael                       | Ellis Peters             | A Morbid Taste for Bones    |
| Dave Robicheaux                    | James Lee Burke          | Neon Rain                   |
| Dr. Gideon Fell                    | John Dickson Carr        | Hag's Nook                  |
| Otac Brown                         | Gilbert Keith Chesterton | Plavi križ                  |
| Erast Fandorin                     | Boris Akunjin            | Azazel                      |
| Guido Brunetti                     | Donna Leon               | Death at La Fenice          |
| Gordianus Pronalazač               | Steven Saylor            | Roman Blood                 |
| Hercule Poirot                     | Agatha Christie          | Misteriozna afera u Stylesu |
| Inspektor Morse                    | Colin Dexter             | Last Bus to Woodstock       |
| Lord Peter Wimsey                  | Dorothy Sayers           | Whose Body                  |
| Miss Marple                        | Agatha Christie          | Ubojstvo u vikarijatu       |
| Nero Wolfe                         | Rex Stout                | Fer-De-Lance                |
| Owen Archer                        | Candace M. Robb          | The Apothecary Rose         |
| Roderick Alleyn                    | Ngaio Marsh              | A Man Lay Dead              |
| Sherlock Holmes                    | Sir Arthur Conan Doyle   | Skica u grimizu             |
| Shin'ichi Kudo / Conan Edogawa     | Gosho Aoyama             | Detective Conan             |
| Sir Henry Merrivale                | Carter Dickson           | The Plague Court Murders    |
| Sir John Fielding i Jeremy Proctor | Bruce Alexander          | Blind Justice               |
| Spenser                            | Robert B. Parker         | The Godwulf Manuscript      |
| Stephanie Plum                     | Janet Evanovich          | One for the Money           |
| Travis McGee                       | John D. MacDonald        | The Deep Blue Good-by       |
| V.I. Warshawski                    | Sara Paretsky            | Indemnity Only              |
| Kinsey Millhone                    | Sue Grafton              | 'A' is for Alibi            |
| Sharon McCone                      | Marcia Muller            | Leave a Message for Willie  |